# 多古光湿原
多古光湿原（たこひかりしつげん）は、千葉県香取郡多古町と山武郡横芝光町に位置する千葉県内最大級の湿原である。

## 概要
多古町と旧光町の境界にまたがって位置しているため、「多古光湿原」と呼ばれている。面積は約24ヘクタールで、千葉県内最大級である。栗山川と借当川が合流する場所に位置する。栗山川中流には多古光湿原のほか海跡湖である坂田池や乾草沼（ひぐさぬま）があり、湿原群をなしている。
多古光湿原は千葉県レッドデータブックに掲載される千葉県最重要保護の植物が生育する場所でもある。また、カヤツリグサ科スゲ属の植物であるムジナクグはこの湿原にのみ見られる。

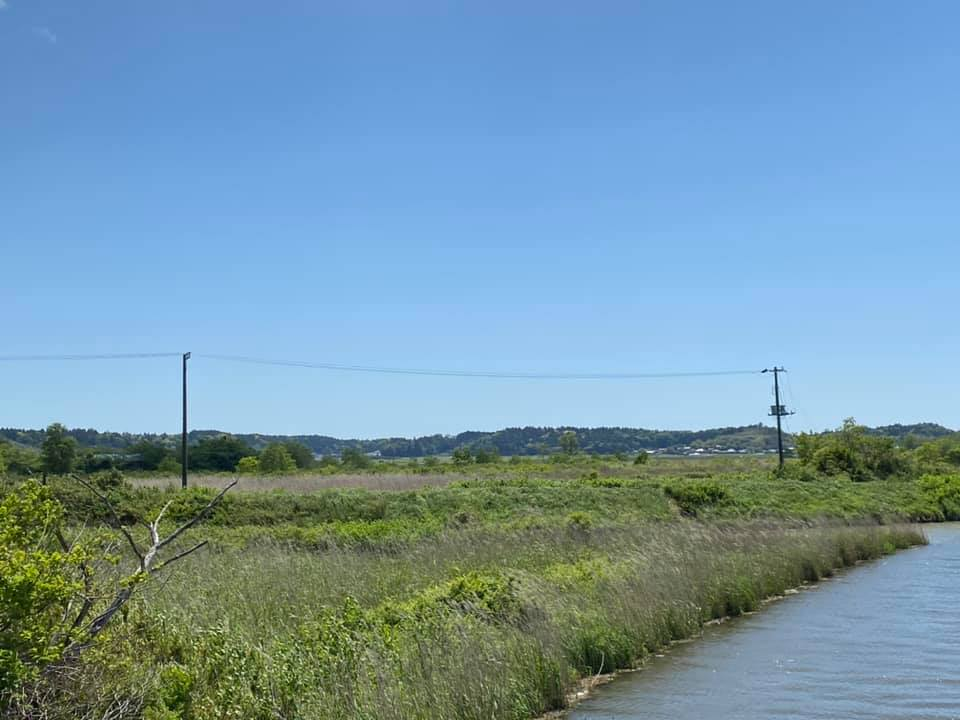
栗山川から見た多古光湿原（横芝光町側）

## 湿原の成り立ち
縄文時代、縄文海進のため多古光湿原を含む九十九里平野は海底にあった。その後の気候変動により海退が起こり、沖積地として多古光湿原が生まれた。本来は汽水域や寒冷地に育成する植物が多古光湿原に生育しているのは、かつて海や寒冷地であったころの種が遺存したものと考えられている。
明治期には70ヘクタールほどの面積だったと推定されているが、周辺が水田となって約24ヘクタールに面積が縮小された。かつては多古光湿原に生えるヨシを家屋の茅葺屋根の材料として利用するため、周辺住民による共同管理が行われていた。

## 植生
多古光湿原ではこれまでに288種の植物が確認されている。湿原の中央部をヨシやカモノハシが占め、周辺をハンノキが取り囲んでいる。ハンノキは土地の境界を示すために並んで植えられている。春にはヨシ、オオニガナ、ワレモコウ、エゾツリスゲ、チガヤ、ノハナショウブ、ヌマトラノオなどが生育する。夏から秋にはヨシ、オギなどが育つほか、コオニユリ、コバギボウシ、カサスゲ、ツルマメ、ヒメシダ、クサレダマ、エゾミソハギなども見られる。周辺からセイタカアワダチソウなどの外来種も進入している。
かつて海であった頃の名残で、汽水域に育成するカヤツリグサ科のオオクグが内陸部にある多古光湿原に生育している。また、寒冷地でもあった頃の名残で、カヤツリグサ科のエゾツリスゲ、ヌマクロボスゲ、ムジナスゲが見られる。
多古光湿原で発見された新種として、カヤツリグサ科のムジナクグが挙げられる。1989年に確認され、後に新種として認められた。その他、生育が確認された植物のうち、アゼオトギリ、エキサイゼリ、エゾツリスゲ、ヌマクロボスゲ、ムジナスゲ、コアナミズゴケが2009年の千葉県レッドデータブック最重要保護対象として掲載されている。また。県重要保護としてレッドデータブックに掲載されているカキツバタ、キセルアザミ、コムラサキなどの植物も見られる。

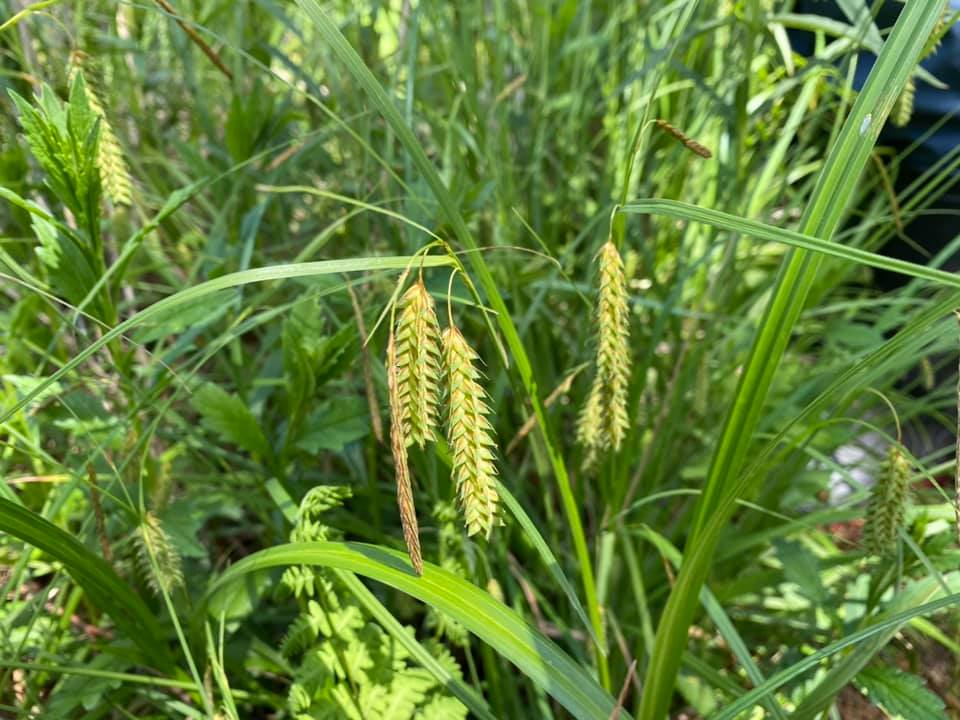
カヤツリグサ科スゲ属ゴウソ
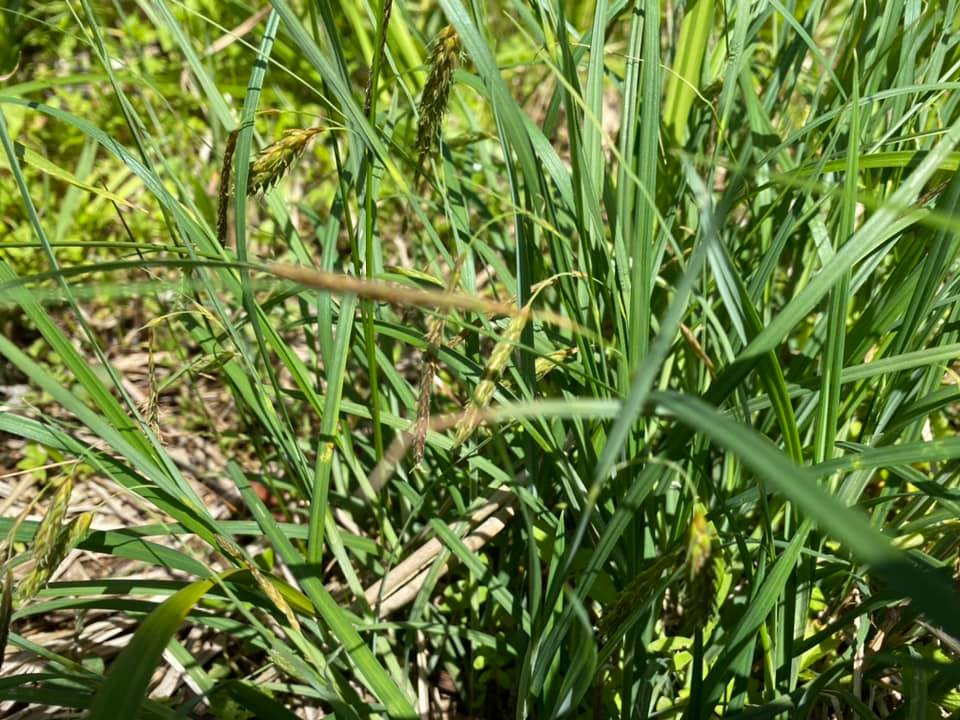
カヤツリグサ科スゲ属エゾツリスゲ
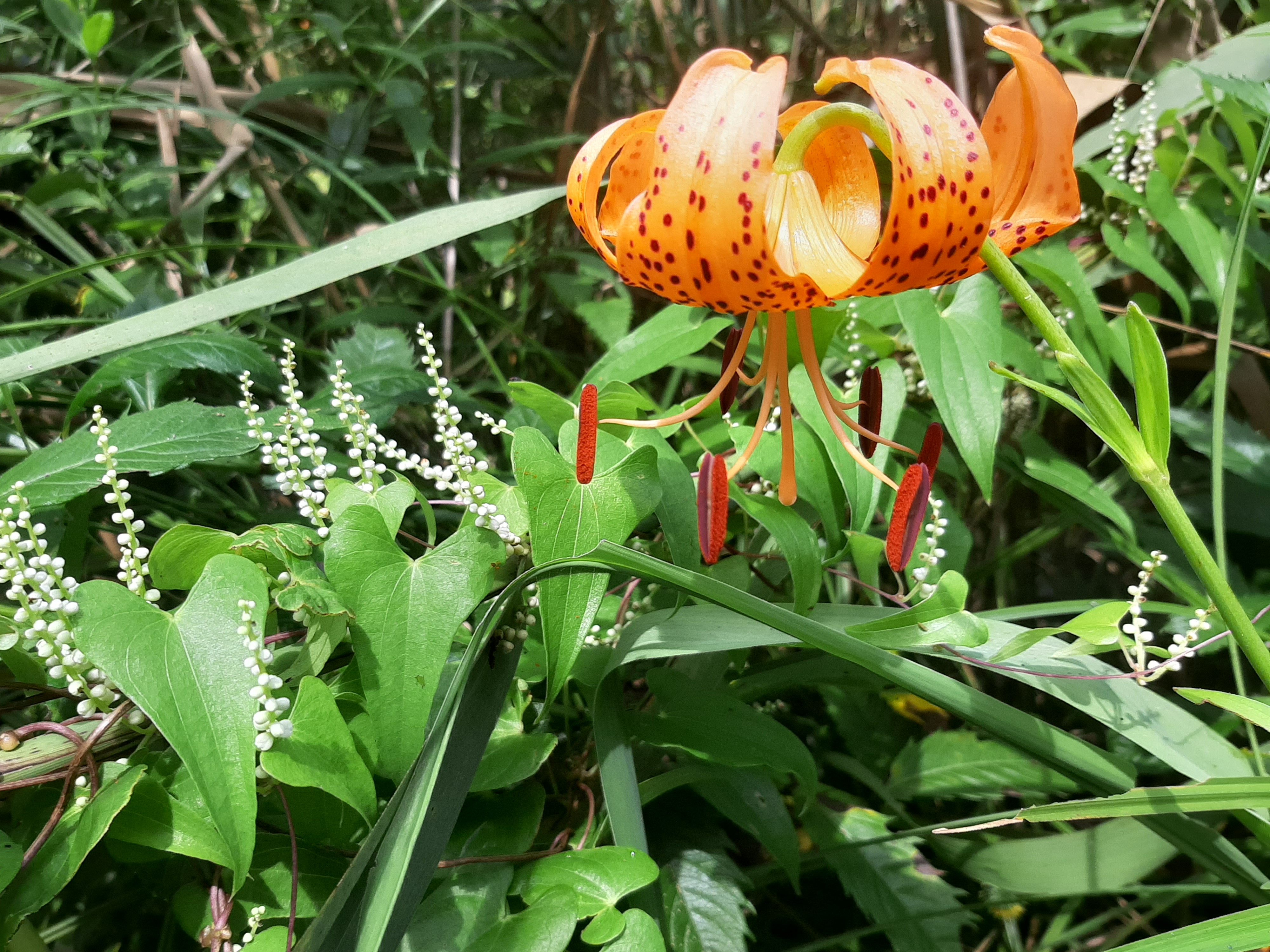
コオニユリとヤマノイモ

## 動物・昆虫
千葉県ではレットデータブックに掲載されているニホンアカガエルも見られる。
鳥類もおよそ50種類ほど観察でき、チョウゲンボウ、ノスリ、ミサゴといった猛禽類から、カルガモ、マガモなどの水鳥、タゲリ、カワセミ、ヒバリなどを見ることができる。
昆虫ではミドリシジミやオオルリハムシなどが見られる。オオルリハムシは、多古光湿原では春〜秋にそれほど珍しくはないが、全国的には生息地が限られ、千葉県の重要保護生物に指定されている。

## 保全活動
多古光湿原では、開発によって減少する栗山川流域の湿地帯を中心に活動する「栗山川流域の自然調査会」による調査研究・保全活動が行われていた。「栗山川流域の自然調査会」では横芝光町側のヨシ原の刈り取り作業や観察会を行っていたが、多古町側にも保全活動を必要性があると考え、多古町の「まちづくりテラスの会」と共同で「多古光湿原保全会」を立ち上げた。
多古町と横芝光町の住民によってつくられた「多古光湿原保全会」によってヨシの刈り取りが行われている。同会による観察会のほか、多古光湿原の存在を周知するための講演会や写真展も行われている。
また、多古光湿原保全会は多古光湿原についての図書『多古光湿原 植物と自然』も出版している。
1997年に横芝光町にある坂田ふれあい公園内に湿性植物園が作られ、栗山川中流域の植物が移植され、この地域の特徴的な植物の保護と育成が行われている。ムジナスゲ、オオクグ、ムジナクグなどの植物は湿性植物園でも保存・育成されている。